# Авлон (Аттика)
Авлон — малый город в Греции. Расположен южнее русла реки Асопос. Севернее город огибает Автострада 1 Пирей — Афины — Салоники — Эвзони. В городе находится железнодорожная станция линии Пирей — Салоники. Административно относится к общине (диму) Оропос в периферийной единице Восточная Аттика в периферии Аттика. Население 5744 человек по переписи 2011 года.
К сообществу Авлон относится деревня Аспрохорион, расположенная северо-западнее.